# イギリス統治下のビルマ

イギリス領ビルマ
British Burma (英語)
ဗြိတိသျှမြန်မာနိုင်ငံ (ミャンマー語)

国歌: God Save the King（英語）
国王陛下万歳
（1824年 - 1837年、1901年 - 1948年）

God Save the Queen（英語）
女王陛下万歳（1837年 - 1901年）

第二次世界大戦時のイギリス領ビルマ 
深緑：日本占領時期のビルマ
銀色：イギリス領ビルマの残った地域
黄緑：タイに併合された地域

イギリス領ビルマ（British rule in Burma）は、1824年から日本占領下の1942年から1945年を除く1948年まで続いた。三次にわたる英緬戦争によってイギリス領インド帝国の一部のビルマ州となり、その後インドから分離した単体の植民地となった後で、最終的に独立を果たした。イギリス統治下のビルマは英領ビルマ（British Burma）として知られている。
第一次英緬戦争（1824年-1826年）におけるイギリスの勝利によって、アラカン（現ラカイン州）やテナセリム（現タニンダーリ地方域）などいくつかの地域が併合された。1852年の第二次英緬戦争により下ビルマが併合された。併合された地域は、1862年にイギリス領インドの小州（minor province）となった。
1885年の第三次英緬戦争の後には上ビルマが併合された。1897年に、イギリス領インド帝国の州としてビルマ州（the province of Burma）が創設され、他の主要州と同様、副知事により統治されることになった。1935年の新インド統治法の成立により、この状態は1937年に終わり、以降はビルマ統治法の下、イギリス本国のビルマ省とインド・ビルマ大臣（Secretary of State for India and Burma）により、インドとは別個に支配されることになった。イギリスによる支配は第二次世界大戦の勃発と日本軍がビルマの大部分を占領したことによって中断された。1948年1月4日、ビルマはイギリス支配から独立を果たした。
ビルマは時に「スコットランド植民地」と呼ばれることがある。スコットランド人がビルマの植民地化と支配に重要な役割を果たしたからである。その中でも最も著名な一人がサー・ジェームス・スコットである。

## イギリス征服以前
その地理的位置ゆえに、中国とインド間の交易路がこの国を通っていた。ビルマは交易を通して富を得ていたが、一方では自給自足的な農業が依然として経済の基礎となっていた。インドの商人たちは沿岸と河川（イラワジ川（エーヤワディー川）が特筆される）を通ってビルマ人の住む土地の多くに足を運び、インド文化は国の隅々に持ち込まれ、その影響は今なお残っている。ビルマは大々的に仏教を取り入れた東南アジアの最初の国のひとつであり、英国統治下でも人口の大半にとっての公的信仰だった。
イギリスによる征服と植民地化の以前、コンバウン王朝が確立された中央集権化された支配を行っていた。王はすべての事柄についての最終的な決定権を持つが、新たな法律は作れず、勅令を出せるだけだった。国には法典ダムマタッと中央政府フルッタフがあり、政府は財政・司法・行政の三部門に分かれていた。
理論上、王は政府の全権の源だったが、実際には王のいかなる命令も、それを政府が受け入れることではじめて実行された。つまり政府は王権のブレーキ役となっていた。国はさらに諸州に分かれており、それぞれ政府に任命された知事に治められていた。村々は王によって認められた世襲の領主達が治めていた。

## イギリスによる征服

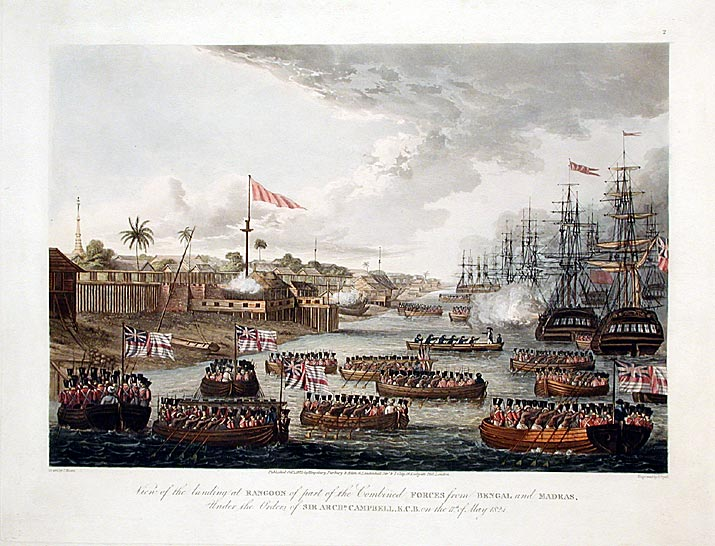
ラングーンの浜辺に押し寄せるイギリス海軍部隊。1824年5月

ビルマとイギリスの紛争の発端はコンバウン朝がアッサム州のアラカンまでの拡大を決定したことで、イギリスのインドにおける拠点であるチッタゴンに近づいたためだった。これが第一次英緬戦争（1824年～1826年）を招いた。1824年にイギリスは大規模な海上輸送による上陸作戦を行い、ラングーンを無血占領した。
エーヤワディー川のデルタ地に位置するダニュビュで行われた戦いで、ビルマ軍の将軍マハ・バンドゥラは戦死し、彼の軍も敗走した。ビルマはアッサムおよび他の北部諸州を割譲させられた。
1826年、ヤンダボ条約によって、第一次英緬戦争は公式に終了した。この戦争は英領インドの歴史でも、最も長く最も費用のかかった戦争だった。ヨーロッパ兵とインド兵合わせて1万5千人が亡くなっており、さらに、ビルマの兵士と民間人の犠牲者数は不明である。
この戦役のイギリス側の費用は500万から1300万スターリングポンド（2020年の米ドル換算で180億から480億ドルに相当）という巨額なものだった。このため、英領インドでは1833年に経済危機が起きている。
1852年、第二次英緬戦争がイギリスによって引き起こされた。イギリスが獲得したかった目標は大きくふたつ、カルカッタとシンガポールの中間に位置する港と、下ビルマに存在するチーク林だった。25年の平和は破られ、イギリスが下ビルマ全域を占領するまで戦争は続いた。イギリスは勝利し、新たに占領した領土に存在する経済的利益、チークや石油やルビーといった産物を手に入れた。

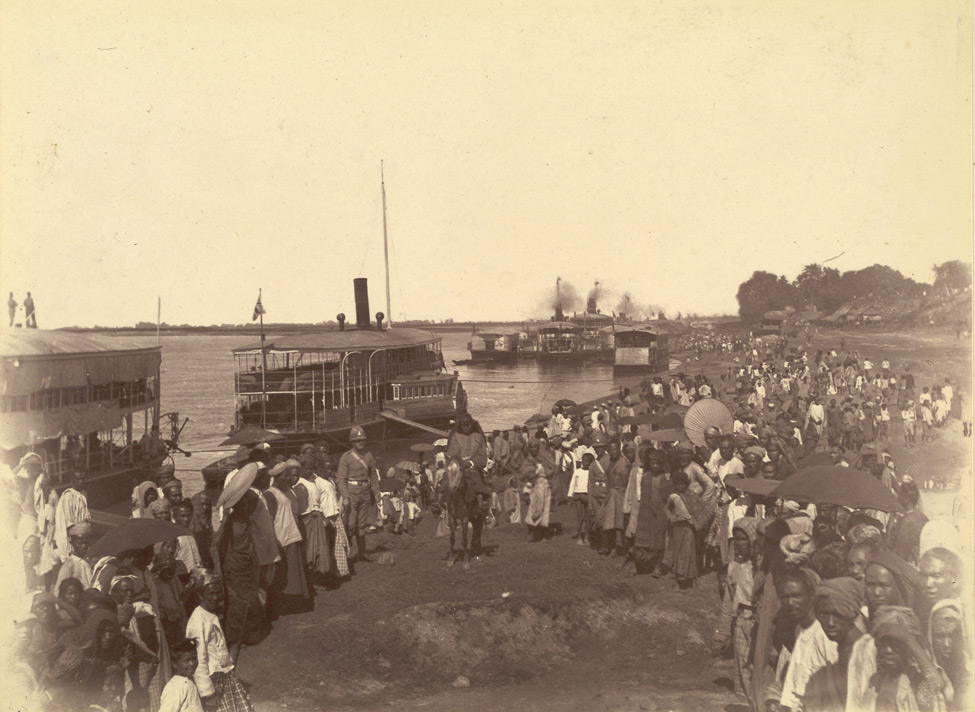
1885年11月28日、マンダレーに到着したイギリス軍。第三次英緬戦争の終わり。撮影：ウィロビー・ウォレス・フーパー（1837–1912）

ミンドン王は占領されずに残った上ビルマで、帝国主義に対応しようと努力していた。王は政治体制を改革するとともに、外国に便益を図ることで生き残りを図った。しかし、イギリスは1885年11月に第三次英緬戦争を開始し、2週間足らずで決着は付いた。イギリス政府は戦争を正当化するため、独立ビルマ最後の王となったティーボーが暴君であり、フランス勢力をビルマに引き込む陰謀を企てていたと主張した。イギリス軍は1885年11月28日にマンダレーに入城した。こうして3回にわたる戦争で段階的に国の各地域を獲得したイギリスは、現在のミャンマーのすべての地域を占領して、1886年1月1日にイギリス領インド帝国の一州とした。

## 初期のイギリス統治
ビルマ人の武力による抵抗は何年間も散発的に続いた。戦争それ自体はわずか数週間で終わったにもかかわらず、ビルマ北部では1890年まで抵抗が続いた。ついにイギリスはゲリラを全面的に押さえ込む最後の手段として、村々を組織的に破壊するとともに、新しい役人を配置していった。

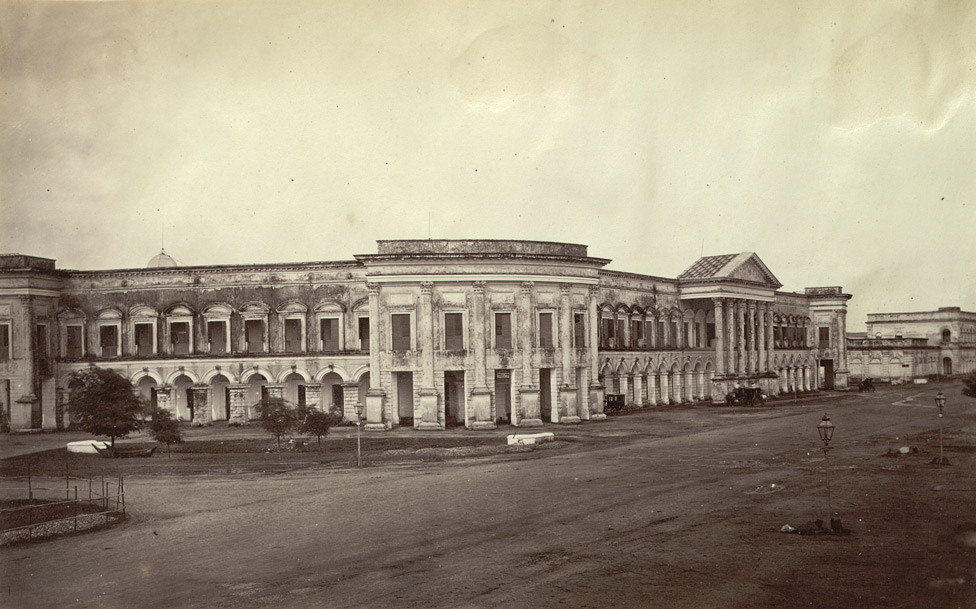
地方裁判所と役場。ラングーンのストランド・ロード。1868年、J. Jackson撮影

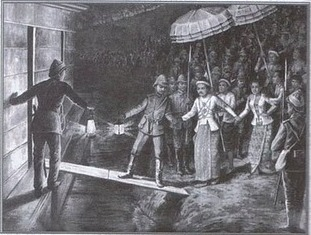
インドに追放されるティーボー王を蒸気船に乗せようとしているイギリス官吏。王は二度とビルマに戻れなかった。

伝統的なビルマ社会は、君主制の廃止とそれに続いた政教分離によって激変した。ヨーロッパ人とビルマ人の間の結婚は、植民地社会で支配的な地位を占めたアングロ・ビルマとして知られる欧亜混血人のコミュニティを生み出した。彼らの階層は英国人の下、ビルマ人の上に位置した。
イギリスはビルマ全土を占領したが、ビルマが清朝の朝貢国だったことから、清朝を刺激しないようにイギリスは清朝への朝貢を続けた。しかしこれは、無意識に清朝の増長を招くことになった。1886年に英中間で行われたビルマ会議で、清朝は英国による上ビルマの占領を認め、英国は10年ごとに清朝への朝貢を続けることで合意した。

### 植民地統治体制
イギリスは直接支配によって新しい州を支配し、以前の政府構造に多くの変更を加えた。君主制は廃止され、ティーボー王は追放され、政教分離がなされた。仏教の僧侶は君主制の支援に強く依存していたため、これは大きな痛手となった。同時に、君主制は僧侶たちによって正当性を与えられ、仏教の代表としての僧侶は国民に国政をより深く理解する機会を与えていた。
イギリスはまた世俗的な教育システムを施行した。 新しい植民地の支配権を与えられたインドの植民地政府は、英語とビルマ語の両方で教える世俗的な学校を設立し、同時にキリスト教の宣教師がビルマに来訪して学校を設立することも奨励した。どちらのタイプの学校も、仏教と伝統的なビルマ文化からは反発を招く物だった。

## 行政区画

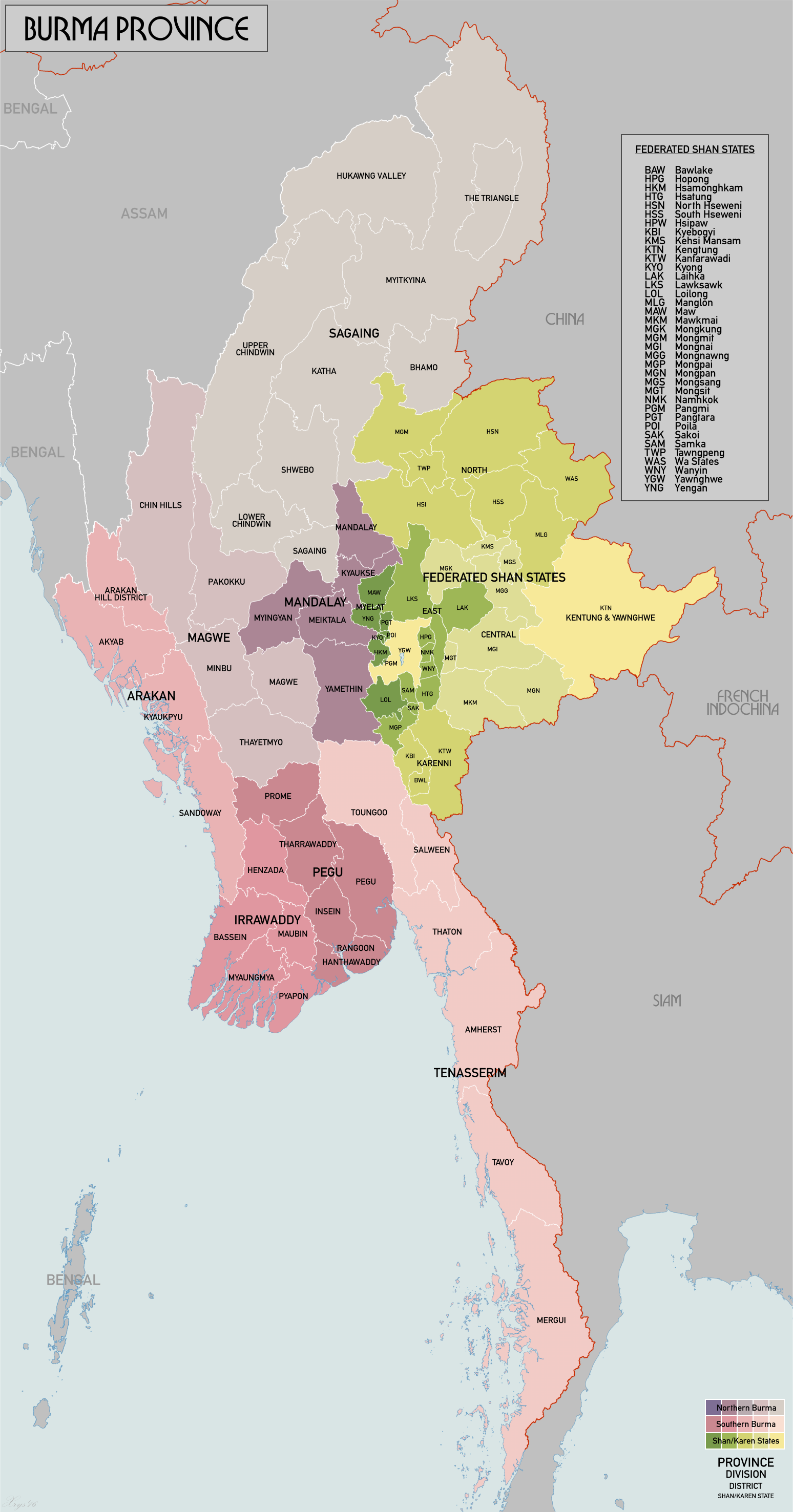
1948年の英領ビルマ州の行政地図

1885年以降、英領ビルマ州の行政区画は次のようなものだった。
ビルマ省（Ministerial Burma、ビルマ本土)管轄下（直接統治）
1. タニンダーリ管区 (Toungoo、Thaton、Amherst、サルウィン川、Tavoy、Mergui Districts)
2. アラカン管区 (Akyab, 北アラカンまたはアラカン丘陵地帯, Kyaukpyu と Sandoway Districts)
3. バゴー管区 (ラングーン市, Hanthawaddy, Pegu、Tharrawaddy 、Prome Districts)
4. エーヤワディ管区 (Bassein、Henzada、Thayetmyo、Maubin、Myaungmya 、Pyapon Districts)
5. シャン州
6. パコック、チン丘陵地帯（Pakokku Chin Hills）
7. カチン州

それ以外の地域は「辺境地域 Frontier Areas」または「除外地域 Excluded Areas」「付則地域 Scheduled Areas」とされ、英領ビルマ辺境局（Burma Frontier Service）によって伝統的指導者による間接統治に留め置かれ、後になってビルマ本土に統合されて現在に至っている。辺境地域には、チン族、シャン族、カチン族（チンポー族）、カレン族などの少数民族が住んでいた。 
1931年のビルマには9管区（division）があり、それがさらに多数の県（district）に分かれていた。
1. アラカン管区 (アキャブ、アラカン丘陵、チャウピューとサンドウェ)
2. ミンブー管区 ( マグウェ、ミンブー、 タイェッ（英語版）
3. マンダレー管区 ((チェウセ（英語版）, マンダレー、メイッティーラ、ミンヂャン（英語版）)
4. タニンダーリ管区 (トングー、タトン、アムハースト、サルウィン、タヴォイ、メルギー)
5. ペグー管区 (ラングーン市、ハンターワディー、ペグー、ターラーワディー（英語版）、プローム)
6. イラワジ管区 (バセイン、ヘンザダ、マウビン、ミャウンミャ、ピャーポン)
7. ザガイン管区 (バモー、下チンドウィン, 上チンドウィン（英語版）, カタ（英語版）, ミイトキーナ、サガイン, the フーコン渓谷、三角原住民地区)
8. シャン連合州 (北シャン、東シャン、中央シャン、メイラト（英語版）、カレン、ケントゥン、ヤウンシェ)
9. パコック丘陵地帯 (チン丘陵,  マニプル、ルシャイ丘陵 , パコック , カチャル（英語版）、ジャインティア丘陵（英語版）

### 経済

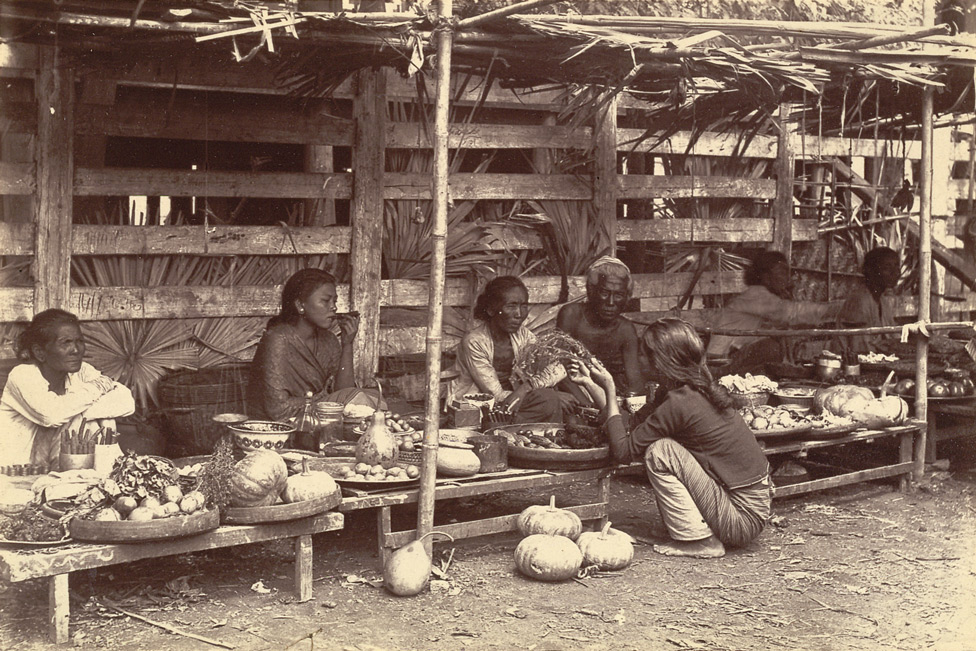
1886年1月、マンダレーのMadras Lancer（マドラス騎兵？） Linesの道路横の野菜売りの屋台。撮影：ウィロビー・ウォレス・フーパー（1837–1912）

伝統的なビルマ経済では、一つの再分配として、最重要ないくつかの商品の価格が国によって定められていた。 人口の大多数にとって、交易は自給自足農業ほど重要ではなかった。しかし、インドから中国への主要な交易路上に位置していたことから、この国は外国貿易の促進によって相当な量の金銭を得ていた。イギリス支配によって、ビルマ経済は世界市場に結びつけられ、強制的に植民地的な輸出経済の一部とされた。
ビルマの併合は、経済成長の新時代をもたらした。社会の経済的性質も劇的に変化した。イギリス人はイラワジ川デルタ周辺の肥沃な土地を利用し始め、その地域の密集したマングローブ林を一掃した。特に1869年にスエズ運河が建設された後、ヨーロッパで需要が高かったコメが主な輸出品となった。コメの生産を増やすために、多くのビルマ人が北部の中心部からデルタ地帯に移住したことで、人口の中心が移動し、富と権力の基盤をも変えた。
ビルマの農民に対して、英系銀行は不動産ローンを与えなかった。そこで彼らは耕作のための新しい土地を準備するため、チェティアと呼ばれるインド系金貸しから高金利で借り入れた。チェティアたちは、借り手が債務不履行に陥った場合はすぐに差し押さえを行った。
何千何万というインド人労働者がビルマに移動して（ビルマ・インド人）、より低賃金で働く意志を示し、ビルマ人農民をすぐに追い出した。ブリタニカ百科事典は次のように記述している：
「ビルマの村人は、生業を失い社会的な居場所を失ったことで、時には些細な窃盗や強盗行為に手を出すこともあった。これらの行為を見たイギリス人は、彼らの怠惰で無規律な性質の故だと性急に決めつけた。ビルマ社会の機能不全のレベルは、殺人発生件数の劇的な増加によって明らかになった。
経済の急速な成長とともに、イラワジ流域全体に鉄道が建設され、何百隻もの蒸気船が川を航行するようになり、ある程度の工業化が起きた。しかし、これらの輸送手段はすべてイギリス人が所有していた。貿易収支は英領ビルマに有利なものだったが、社会が根本的に変化したため、急速に成長する経済から利益を得ることができる人は多くなかった。
ビルマの公務員は主に英国系ビルマ人とインド人によって占められた。ビルマ民族は軍からほぼ完全に除外された。軍は主にインド人、英国系ビルマ人、カレン族およびその他の少数民族グループらが勤務した。1887年にはイギリスによってビルマ総合病院がラングーンに設立された国は繁栄したが、ビルマの人々はそれに見合う報酬をほとんど得られなかった（ジョージ・オーウェルは小説ビルマの日々で、当時のビルマの英国人をフィクションの形で詳述している）。あるイギリスの官吏による、1941年のビルマの人々の生活状況の記述は、ビルマの窮乏を記録している。
国外の地主の支配と、国外の金融業者の仕業で、国の資源は多くが輸出に振り向けられるようになった。農業従事者たちと国全体は次第に貧困に追い込まれていった……。農民は事実としてより貧しくなり、失業者は増加した……。ビルマ社会の崩壊は、そこに属する人々の心をも荒廃させ、貧困と失業の拡大は犯罪の大幅な増加を引き起こしている。

## 民族主義運動

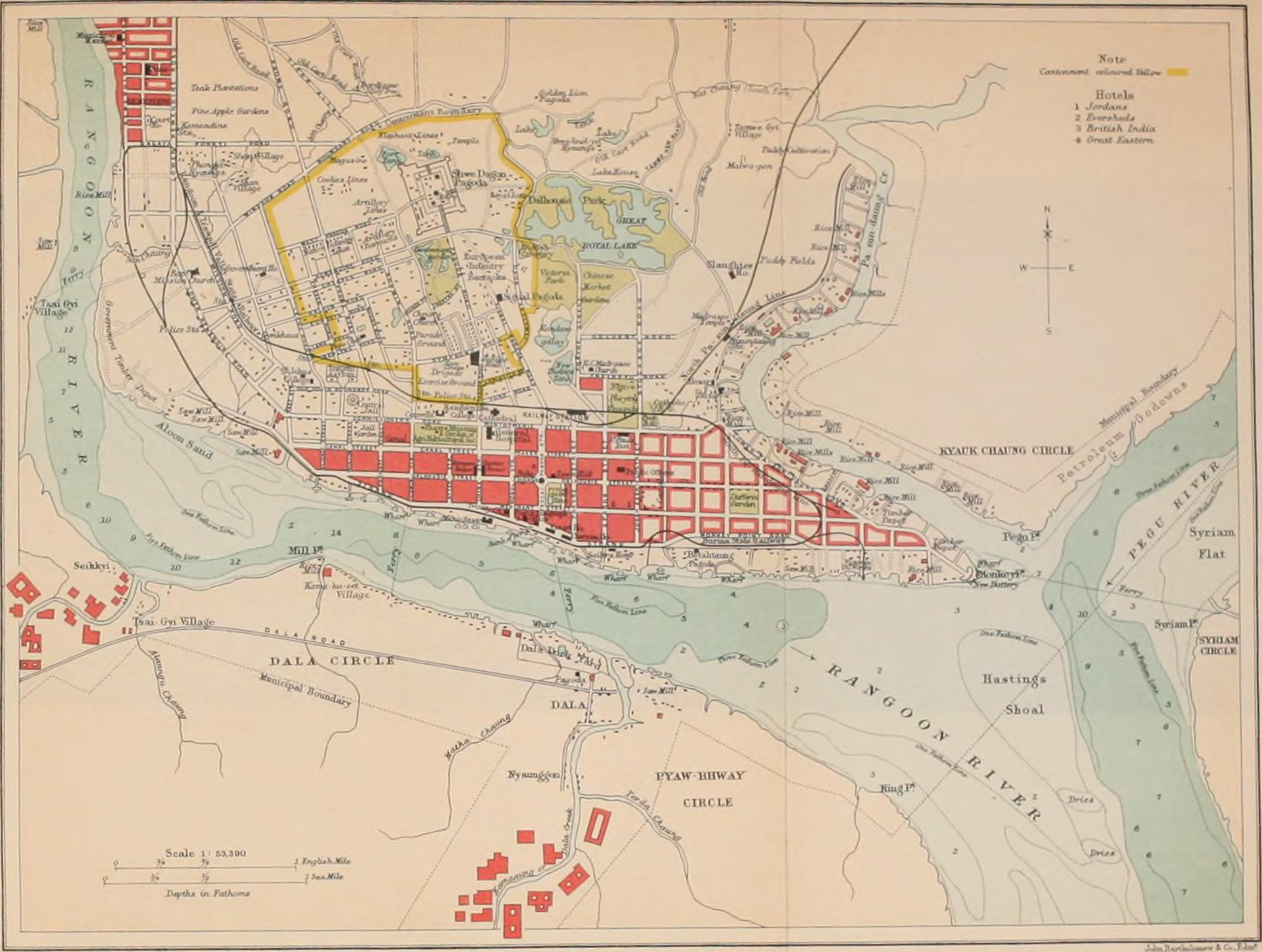
ラングーンと周辺の地図。1911年

世紀の変わり目までに、植民地当局によって宗教団体が許可されたため、キリスト教青年会（YMCA）をモデルにした仏教青年会（YMBA）を拠り所として民族主義運動は形になり始めた。これは後にビルマ諸団体総評議会（GCBA）に取って代わられた。GCBAはビルマ本土各地の村々に出現したWunthanu athin（民族諸団体）と関連していた 。
1900年から1911年の間に、アイルランド出身の仏教徒のダンマローカは、キリスト教とイギリスの支配権に公然と異を唱えたため、騒乱罪によって2回の裁判にかけられた。
20世紀初頭、教育を受けられる階級の中から新世代のビルマの指導者が登場した。その中には、法律を学ぶためのロンドン留学を許された者たちもいた。彼らは、ビルマの状況は改革によって改善される可能性があるという信念とともに帰国した。1920年代初頭の進歩的な憲法改正により、限定的な権限を持つ議会、大学、そして英領インドの枠内のビルマ自治権が強化された。公機関でのビルマ人の代表を増やすための努力もなされた。一部の人々は、変化の速度が遅く、改革の範囲も不十分だと感じ始めた。
1920年、新しい大学法に抗議する学生のストライキが勃発した。この法律が永続的な植民地支配とエリート層にのみ利益をもたらすものだという確信が学生たちにはあった。植民地の教育制度に抗議して、全国に「国民学校」が出現した。後にこのストライキの日は「国民の祝日」となった 。

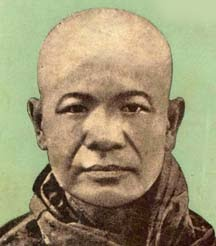
ウー・オッタマ

1920年代後半には、Wunthanu athinが主導してさらなるストライキと反税抗議運動が起きた。 政治活動家の中で著名なのは、アラカンのウー・オッタマやウー・セインダなどの仏僧（hpongyi）であり、彼らはのちにはイギリスに対する武装蜂起に至った。また、独立後はビルマ政府とも戦うことになる。ウー・ウィサラはこの運動での最初の殉教者であり、獄中での長期のハンガーストライキの後に亡くなった。
1930年12月、サヤー・サンが指導したタラワディでの地方税への抗議運動は、最初は地域、次に政府に対する全国的な反乱へと急速に拡大した。2年間続いたサヤー・サンの乱は、神鳥ガルダのビルマ名であるガロンを冠した結社が主導したことからガロンの乱（Galon Rebellion）とも呼ばれる。ガルダとはナーガの敵であり、つまりイギリスをナーガに見立てたものだった。鎮圧のために、イギリスは数千の兵を投入し、さらに政治改革を約束する必要があった。サヤー・サンは最終的に処刑されたが、その裁判には、後の民族運動の旗手となるバー・モウやウー・ソオらが弁護人として参加しており、彼らの名を上げる契機となった。
1930年6月、ド・バマー・アスイーアヨウン（「われらビルマ人協会」の意）が設立された。メンバーは互いに「タキン（主人）」と呼び合った。これはもともとはインドの「サーヒブ」と同じように植民地支配者（ヨーロッパ人）を意味する言葉だったが、「彼ら自身（ビルマ人）がこの国の真の主人である」との主張が込められていた。1936年の二度目の大学生のストライキの原因は、大学の雑誌に掲載された記事の筆者名を公表せよとの要求を拒んで、大学幹部職員の一人を痛烈に批判したことで、ラングーン大学学生自治会のリーダーであるアウンサンとウー・ヌが放校処分にされたことがきっかけだった。それはマンダレーまで拡大し、全ビルマ学生連盟の結成につながった。その後、アウンサンとウー・ヌはタキン運動に加わり、学生から国政へと転身した。

## インドからの分離
イギリスは1937年にイギリス領インドからビルマ州を分離し、ビルマ植民地には多くの権限をもった完全選挙制の議会を伴う政府を与えたが、一部のビルマ人はこれが、それ以上のインドの改革からビルマを排除するための策略ととらえた。初代植民地政府首相にはバー・モウが就いた。
1938年にビルマ中部のチャウとイェーナンジャウンの油田から始まったストライキと抗議の波が広範囲に広がり、大きな民族主義運動に発展した。ラングーンでは抗議に参加した学生たちが、植民地政府の所在地であるビルマ政庁を封鎖した。これに対してイギリス騎馬警察が棍棒でラングーン大学の学生を殺害した。 マンダレーでは、警察は仏僧が率いる抗議の群衆に銃撃を行い、17人が殺害された。この運動は、Htaung thoun ya byei ayeidawbon（ビルマ暦に由来する「1300年革命」の意）として知られるようになり、最初の犠牲者である大学生アウン・チョー（Aung Kyaw）が亡くなった12月20日は、学生たちによってボー・アウン・チョウの日として追悼記念日になった。
バー・モウ政権は1939年に辞任に追い込まれた。その後、政変を主導したウー・ソオが、1940年に第3代植民地政府首相となった。しかしウー・ソオは、ビルマ独立を模索し、秘密裏に大日本帝国と接触していたことが発覚し、1942年に逮捕され、解任となる。

## 第二次世界大戦
1942年の日本軍のビルマ侵攻により、ビルマは日本軍の占領下に置かれた。占領状態は日本の支援でビルマ国の独立がラングーンで宣言された1943年まで続く。 しかし、日本はビルマ植民地の全土を完全に征服することはできず、他の以前の植民地ほど問題ではなかったものの、反乱軍の活動が蔓延していた。1945年までに、主にイギリス領インド陸軍からなるイギリス主導の軍隊が、植民地の大部分の支配権を取り戻した。

### 独立
1943年、日本の支援を受けビルマ国（1943年 - 1945年）として独立。イギリスにより収監されていたバー・モウが、日本軍により解放され、最初で最後の首相となった。

### 再度のイギリスによる統治
攻勢となった連合国軍が日本軍を破り、ビルマを奪還。1945年、再びイギリス植民地となった。また、ビルマ国政府は日本に亡命した。

## 日本降伏からアウンサン暗殺まで
日本の降伏によって、ビルマは軍政下に置かれた。イギリス当局はアウンサンとその他の関係者を反逆罪および日本への協力の罪で裁こうとした。マウントバッテン卿はアウンサンの大衆人気を考えれば裁判は不可能だと考えた。
戦後、レジナルド・ドーマン＝スミス総督が帰還した。民政復帰後の植民地政府の政策は、物理的な国の復興の推進と、独立に関する議論の引き延ばしを主軸とした。反ファシスト人民自由連盟（AFPFL）は、国の政情不安につながるとして政府に反対した。
AFPFLの中でも、戦略をめぐって共産主義者たちとアウンサンや社会主義者との間に亀裂が生じ、1946年7月にタントゥンが書記長を辞任し、つづく10月にはCPBがAFPFLから追放された。
ドーマン＝スミス総督にかわって新たにヒューバート・ランス総督が着任した。ラングーン警察がストライキを行った。ストライキは1946年9月に始まり、警察から公務員に広がり、ゼネストに近い状況になった。ランスはアウンサンと会見し、AFPFLの他のメンバーとともに執行評議会（Governor's Executive Council）に参加するよう説得することで事態を沈静化した。新たな評議会は国内での信頼を勝ち取り、ビルマの独立のための交渉を開始した。交渉は成功し、1947年1月27日にアウンサン・アトリー協定としてロンドンで締結された。
この合意に対して、AFPFL内の一部保守派および共産党は不満を抱いた。保守派は反対に回り、タキン・ソー率いる赤旗共産党は地下運動化した。アウンサンはまた、2月12日のパンロン会議で統一ビルマに関する少数民族との合意を締結することに成功し、それ以来この日は「ユニオンデー」として国の祭日になった。
その後まもなく、仏教僧出身のウセインダがアラカンで反乱を起こし、それは他の県にも広がり始めた。
アウンサンと社会主義者が主導するAFPFLの人気は依然として高いことが、1947年4月の制憲議会選挙の圧勝によって確認された。
その後、1947年7月19日に国を揺るがす重大な事件が起きた。保守派で戦前にビルマ首相だったウー・ソオは、アウンサンと彼の長兄にあたるバウィンらの内閣メンバーをビルマ政庁での会議中に暗殺した 。以後、7月19日は「殉教者の日」として国の祭日になっている。
社会主義者のリーダーであるタキン・ヌー（ウー・ヌ）が新たな内閣を組織し、ビルマ独立法に基づき、1948年1月4日に独立を果たした（ビルマ連邦）。ビルマは完全に独立した共和国となった。これは、インドやパキスタンがドミニオン（自治領）としての独立であったのと対照的だった。これは当時のビルマで反英感情が強かったことが理由になるだろう。